# Instituto de Arquitectura del Sur de California
El Instituto de Arquitectura del Sur de California (en inglés: Southern California Institute of Architecture, SCI-Arc) es una universidad privada enfocada en arquitectura y ubicada en Los Ángeles, California. Fundada en 1972, SCI-Arc se consideró inicialmente, tanto institucional como artísticamente, más vanguardista que las escuelas de arquitectura tradicionales con sede en los Estados Unidos. Consta de aproximadamente 500 estudiantes y 80 profesores, algunos de los cuales son arquitectos en ejercicio. Tiene su sede en el antiguo depósito de carga de Santa Fe de un cuarto de milla de largo (0,40 km) en el Distrito de las Artes en el centro de Los Ángeles, y ofrece eventos comunitarios como programas de divulgación, exhibiciones gratuitas y conferencias públicas.
Según collegefactual , SCI-Arc ocupa el puesto n.° 260 entre 1.715 escuelas de arquitectura de todo Estados Unidos y el puesto n.° 27 de las 116 escuelas de arquitectura de California. Design Intelligence en 2019-2020 ha clasificado el programa de pregrado de SCI-Arc en el décimo lugar en los Estados Unidos (basado solo en la empleabilidad de posgrado). También como nicho evaluado, la tasa de aceptación para esta escuela es del 100%, lo que significa que solo necesita cumplir con algunos requisitos básicos para ser admitido, y se aceptan todas las admisiones.

## Historia
SCI-Arc fue fundado en 1972 en Santa Mónica por un grupo de profesores y estudiantes de la Facultad de Diseño Ambiental de la Universidad Estatal Politécnica de California, que querían abordar el tema desde una perspectiva más experimental que la que ofrecían las escuelas tradicionales. Originalmente llamada New School, SCI-Arc se basó en el concepto de una "universidad sin paredes" y sigue siendo una de las pocas escuelas de arquitectura independientes del mundo. Inicialmente, en lugar de jerarquías académicas, la Escuela favoreció una relación horizontal entre profesores y estudiantes, quienes asumieron la responsabilidad de su propio curso de estudio. Ray Kappe, que había fundado el departamento de Pomona, se convirtió en el primer director de la nueva escuela, ocupó ese cargo hasta 1987 y recibió la Medalla Topacio AIA/ACSA por excelencia en la educación en arquitectura en 1990.
Kappe fue sucedido como director por Michael Rotondi, uno de los estudiantes fundadores de SCI-Arc. Neil Denari se convirtió en director en 1997; Eric Owen Moss se desempeñó como director de 2002 a 2015; Hernán Díaz Alonso fue nombrado Director y Director Ejecutivo a partir del 1 de septiembre de 2015. Díaz Alonso ha sido miembro de la facultad de SCI-Arc desde 2001. Es conocido por defender el impulso de la escuela hacia un futuro digital y, antes de su nombramiento como director, se desempeñó como presidente de programas de posgrado de la escuela desde 2010. Aunque SCI-Arc alguna vez no estuvo acreditado y sus finanzas eran inestables, Moss bromeó: "Solíamos ser considerados un paso por delante del IRS, un paso por delante de los acreedores": la escuela ahora está completamente acreditada y sus finanzas mejoraron hasta el punto de que SCI-Arc pudo pagar $23,1 millones para comprar el edificio de su campus en 2011. "Lo principal es calcular una forma de que SCI-Arc siga creciendo sin perder su carácter y pedigrí", dijo Díaz Alonso en una entrevista luego de su nombramiento como director.

## Campus del centro de Los Ángeles

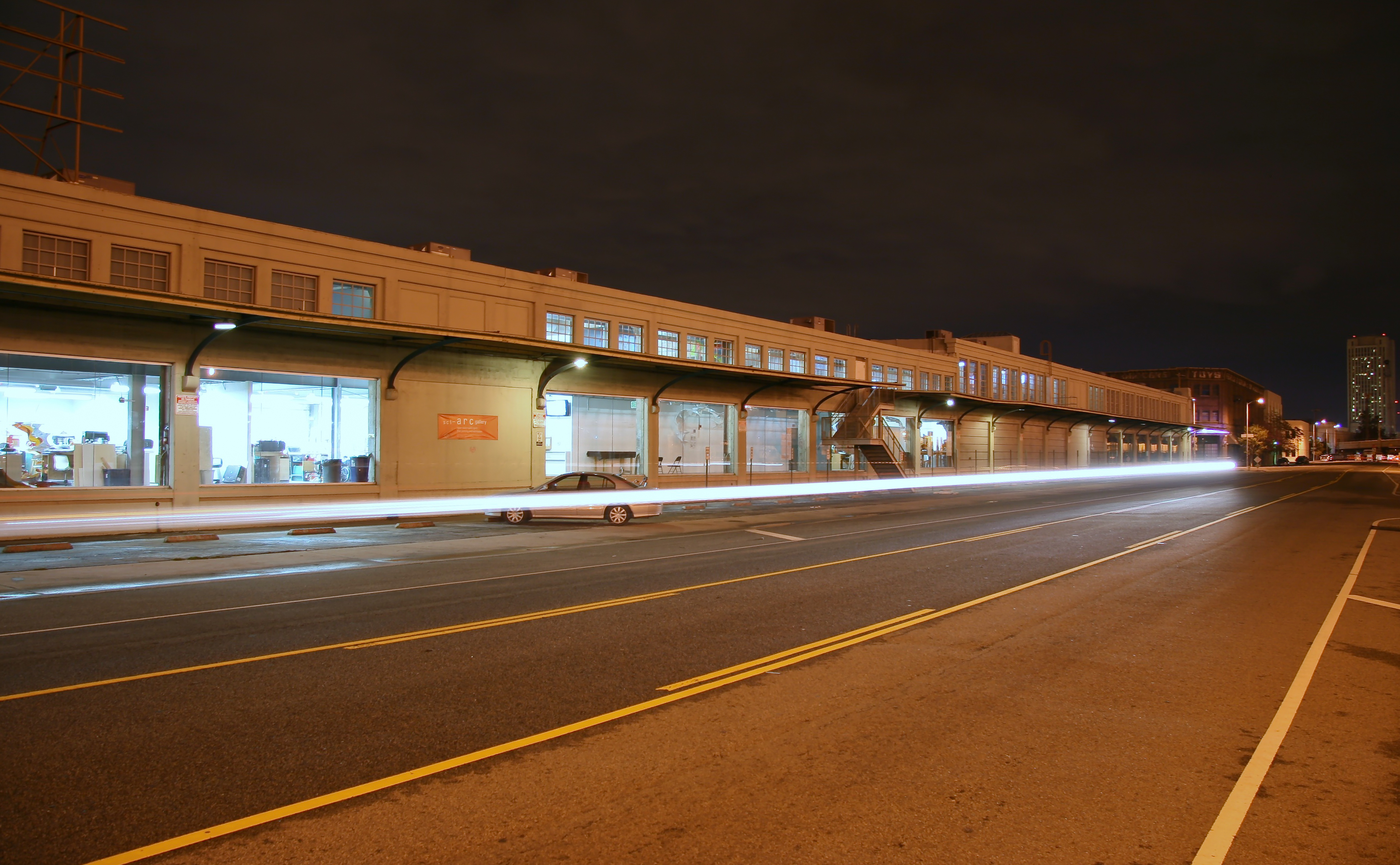
Extremo norte de SCI-Arc desde Santa Fe Ave

La naturaleza abierta del programa de SCI-Arc se refleja en la serie de edificios industriales que han albergado la escuela, donde se alienta a los estudiantes a diseñar y construir sus propios entornos de estudio y, ocasionalmente, proyectos a gran escala. La escuela se ha basado en tres ubicaciones: la primera (1972-1992) un pequeño edificio industrial en Santa Mónica y luego se mudó a la segunda, un edificio industrial mucho más grande (con postes y vigas de hormigón arquitectónicamente únicos) (1992-2000) en Marina del Rey. En 2001, se mudó a su hogar actual, el depósito de carga de Santa Fe de 1907 de 60,000 pies cuadrados diseñado por Harrison Albright en el borde este del centro de Los Ángeles. Cuando llegó SCI-Arc, el edificio era un caparazón de hormigón desmontado. Hoy el edificio está en el Registro Nacional de Lugares Históricos y la escuela se ha convertido en un ancla para el Distrito de las Artes de la ciudad. La escuela lleva a cabo proyectos de diseño que involucran a los miembros desatendidos de la comunidad. Con estos fines, ArtPlace otorgó a SCI-Arc una subvención de $400,000 para desarrollar dos espacios públicos de conferencias/espectáculos en el campus, así como el desarrollo de un tercer lugar público en el distrito artístico circundante. Al otro lado de la calle, "One Santa Fe", un complejo de apartamentos de 438 unidades diseñado por Michael Maltzan Architecture (MMA) inaugurado en 2014.

## Programas académicos
SCI-Arc ofrece programas de pregrado y posgrado acreditados por la Junta Nacional de Acreditación de Arquitectura (NAAB) y la Asociación Occidental de Escuelas y Universidades (WASC), incluido un programa de Licenciatura en Arquitectura (B.Arch) de cinco años, un programa de 3 años Maestría en Arquitectura (M.Arch 1) abierta a solicitantes que tengan una licenciatura o equivalente en cualquier campo de estudio, y una Maestría en Arquitectura de 2 años (M.Arch 2) abierta a solicitantes con una licenciatura previa en arquitectura.
Además de sus programas de pregrado y posgrado, SCI-Arc ofrece cuatro programas de posgrado de un año en campos que incluyen tecnologías arquitectónicas, entretenimiento y ficción, diseño de ciudades y teoría y pedagogía.
Los programas de pregrado y posgrado de SCI-Arc culminan en dos eventos públicos en los que los estudiantes presentan sus proyectos de tesis a críticos de renombre de todo el mundo, incluidos Peter Cook, Greg Lynn y el ganador del Premio Pritzker, Thom Mayne. "SCI-Arc ha sido durante mucho tiempo uno de los mejores laboratorios experimentales de este país en el que los diseñadores especulan sobre el futuro del entorno creado por el hombre, y sus proyectos de tesis son sus tarjetas de presentación".

## Programas públicos
Un programa y exposición reciente, "LA in Wien/Wien in LA", investigó la arquitectura de Los Ángeles y Viena y sus respectivas influencias mutuas durante el último siglo. Reunió a seis estimados arquitectos internacionales: Hitoshi Abe, Peter Cook, Eric Owen Moss, Thom Mayne, Peter Noever y Wolf Prix de Coop Himmelb(l)au, para compartir sus perspectivas y experiencias en un debate dirigido por Anthony Vidler. El alcance completo de los programas públicos de SCI-Arc incluye conferencias, exhibiciones, charlas de profesores y otras oportunidades de interacción entre la escuela y la comunidad.

## Ciclo de conferencias
Los oradores son seleccionados por un foro de estudiantes, profesores, exalumnos y administradores, y las conferencias son gratuitas y abiertas al público. Las conferencias van seguidas de una cena en honor del orador.